# Sima Beatrice Bürgin
Sima Beatrice Bürgin (* 1968 in Zürich) ist eine Schauspielerin und Balletttänzerin, die neben der deutschen auch die Schweizer und die iranische Staatsangehörigkeit besitzt.

## Leben
Sima Beatrice Bürgin wuchs als Tochter einer amerikanischen Mutter und eines persischen Vaters in der Schweiz auf. Bereits als 4-Jährige stand sie im Kinder- und Jugendtheater von Rosmarie Metzenthin in Zürich auf der Bühne. Noch ehe sie zur Schule kam, erhielt Bürgin Ballett- und Akrobatikunterricht sowie Unterricht in Geige und Klavier und hatte erste Auftritte.
Entgegen ihrer Absicht, Medizin zu studieren, entschied sich Sima Beatrice Bürgin nach dem Abitur für eine Ausbildung am staatlichen Ballettinstitut in Budapest nach der Waganowa-Methode. Auftritte führten sie u. a. nach Genf, Frankfurt, Stuttgart und Ulm. In München war sie an der dortigen Bayerischen Staatsoper bis 1995 in vielen Ballett- und Operninszenierungen zu sehen. Weitere Stationen ihrer Bühnenlaufbahn waren 1994 die Salzburger Festspiele und das Residenztheater in München.
Im Anschluss an ein zweijähriges Studium an der Hochschule für Musik und darstellende Kunst Frankfurt am Main (1983/1984), gab sie 1985 in Franz-Josef Wilds Fernsehspiel Das unverhoffte Glück ihr Fernsehdebüt. 1994 verpflichtete Sönke Wortmann sie für seinen Film Der bewegte Mann. Im selben Jahr absolvierte Sima Beatrice Bürgin in Los Angeles einen Hollywood Acting Workshop und begann danach ein dreijähriges Schauspielstudium an der European Film Actor School in Zürich bei Margarethe von Trotta, das sie 1997 erfolgreich abschließen konnte. Seitdem hat sie in einigen Fernsehfilmen und -serien mitgewirkt, so in Ein Fall für Zwei oder SOKO 5113.
In den Jahren 2001 und 2002 arbeitete Sima Beatrice Bürgin als Haussprecherin beim Schweizer Fernsehsender DRS, wo sie für die Bereiche Promotion/Gestaltung, Kultur aktuell und Bildung zuständig war. Des Weiteren ist sie seit 2003 umfangreich als Sprecherin in der Werbung tätig.
2009 absolvierte sie den MAS (Master of Advanced Studies) in der Sparte „Tanzpädagogik“ an der Zürcher Hochschule der Künste, unterrichtete daran anschließend dort als Gastdozentin im Fach „Pre-Ballet“ und hat seit 2013 eine Dozentur für das Vorgrundstudium und das Fach „Interkulturelle Kompetenz“. Daneben arbeitet Sima Beatrice Bürgin in verschiedenen Tanz- und Gymnastikstudios als Tanzpädagogin und Pilatestrainerin, wobei sie ihre selbst entwickelte Trainingsmethode „Body Line Pilates“ in ihrem gleichnamigen Studio vermittelt. Ferner ist sie im Bereich Pilates seit 2010 Gastdozentin an der „Medrelax Professional“, einer Fachschule für Entspannungsmedizin in Zürich.

## Privates
Sima Beatrice Bürgin ist Anhängerin des Buddhismus Nichiren Daishonins. Seit 1981 ist sie Mitglied der Sōka Gakkai International (Wertschaffende Gesellschaft für Frieden, Kultur und Erziehung) und spielt im dortigen Orchester die Geige. Mit ihren drei erwachsenen Kindern, die ebenfalls künstlerisch tätig sind, lebt sie in Berlin, Zürich und Los Angeles.

## Filmografie (Auswahl)
- 1985: Das unverhoffte Glück[2]
- 1987: Anna und Franz
- 1994: Der Heiratsvermittler
- 1994: Der bewegte Mann
- 1999: Ein Fall für zwei – Von Nagel zu Nagel
- 2000: Die Cleveren – Spiegelbilder
- 2000: Im Namen des Gesetzes – Unter Verdacht
- 2001: Allein unter Männern
- 2002: Romeo & Julia in der Stadt
- 2003: SOKO 5113 – Zurück in den Tod
- 2004: Im Namen des Gesetzes – Tod auf der Spree
- 2006: Millionenschwer verliebt
- 2012: Allein unter Nachbarn
- 2013: Tapeten (Kurzfilm)
- 2014: Die Hälfte der Welt
- 2017: Rosamunde Pilcher – Das Gespenst von Cassley